# Lippert József
Lippert József (Arad (Arad vármegye), 1826. január 21. – Gutenstein, (Alsó-Ausztria),   1902. augusztus 15.) építész, neves műemlékek restaurátora.

## Életpályája
Hamburgban és Bécsben tanult, majd Itáliában és Franciaországban és a skandináv országokban  tett tanulmányutat. 1850-ben került kapcsolatba  Ipolyi Arnolddal, akivel együtt dolgozott Pozsony vármegye műemlékeinek felmérésében.
1856-ban ismerkedett meg Simor János kanonokkal, aki mint esztergomi érsek, Lippertet főépítészeként és egyházművészeti tanácsadójaként foglalkoztatta. Lippert számos műemlék restaurálását végezte el (Pozsony, Sopron, Győr), a historizmus felfogása szerint. Foglalkozott belső kiképzések, berendezési tárgyak és kegyszerek tervezésével is. Jelentős szerepe volt az esztergomi hercegprímási képtár létrehozásában.
Gutensteinben, Bécs közelében hunyt el.

## Legnevezetesebb alkotásai

### Külföldön
- Részt vett a bécsi Szt. István-templom és az olmützi dóm restaurálásában.

### Fontosabb hazai művei
- az esztergomi bazilika előcsarnoka, a Szent István-kápolna,
- az esztergomi prímási palota,
- az Egyetemi Katolikus Gimnázium épülete
- a drégelyi Szondy- kápolna.
- a győri püspöki vár csúcsíves (15. sz.) ú.n. Héderváry-kápolnájának restaurálása  (1861)
- a kalocsai székesegyház újjáépítése,
- a soproni régi gót dóm stílszerű helyreállítása stb.